# Henry Broadhurst
Pour les articles homonymes, voir Broadhurst.
Henry Broadhurst, né le 13 avril 1840 à Littlemore (Oxfordshire) et mort le 11 octobre 1911 à Cromer (Norfolk) est un leader syndicaliste et député libéral britannique.

## Biographie
Fils de maçon, Henry Broadhurst fréquenta un temps l'école de sa ville natale puis fut envoyé à 12 ans en apprentissage chez un maréchal-ferrant. L'année suivante, il rejoignit son père sur les chantiers, à Oxford. L'emploi se raréfiant, il devint ouvrier itinérant dans tout le sud de l'Angleterre. Il finit par se fixer à Norwich où il se maria. En 1865, il déménagea pour Londres et travailla sur le chantier des Maisons du Parlement.
En 1872, Henry Broadhurst dirigeait le comité des maçons dans la coalition des maçons, charpentiers et menuisiers qui en grève réclamaient la journée de neuf heures et un salaire de neuf pence de l'heure. Il fut parmi les dirigeants du comité des maçons qui poussa à quitter la coalition et à négocier séparément. Ils obtinrent huit pence et demi et reprirent le travail, laissant les autres grévistes continuer seuls. La même année, Henry Broadhurst cessa d'être maçon pour devenir permanent syndical à plein temps. Il fut en effet élu délégué de son syndicat au Trades Union Congress puis au comité parlementaire du TUC dont il devint le secrétaire en 1875, jusqu'en 1890. En 1873, il entra à la Labour Representation League (en). L'année suivante, il se présenta, sans succès aux élections législatives. Il fut élu en 1880, sous l'étiquette Liberal-Labour (en) à Stoke-on-Trent (Staffordshire) ; en 1885 à Birmingham et l’année suivante à Nottingham-Ouest. Il fut défait en 1892 dans cette circonscription puis à Grimsby (Lincolnshire) l'année suivante. Il ne fut réélu qu'en 1894 à Leicester et conserva son siège jusqu'en 1906.
Au Parlement, il œuvra pour des réformes améliorant la condition ouvrière. Il participa à la rédaction de la réforme électorale de 1884-1885 qui donnait le droit de vote aux ouvriers. L'année suivante, il entra au gouvernement Gladstone en tant que Under-Secretary of State for the Home Department (en). Il devint alors la cible des jeunes syndicalistes, dont James Keir Hardie, qui le trouvaient trop petit bourgeois. Broadhurst s'opposait à la revendication de la journée de huit heures et refusait la séparation du TUC et du parti libéral en vue de créer un parti travailliste indépendant. Il perdit définitivement toute influence syndicale en 1890 et quitta le TUC.
Il prit sa retraite politique en 1906, un an après la mort de sa femme.